# Ringkøbing-Skjern Kommune
Ringkøbing-Skjern Kommune er arealmæssigt Danmarks største kommune med et areal på 1.474,56 kvadratkilometer. Kommunen hører under Region Midtjylland sammen med 18 andre kommuner. De største byer i kommunen er Ringkøbing med 9.894 indbyggere og Skjern med 7.862 indbyggere.
Kommunen er en landdistriktskommune, hvilket betyder, at den gennemsnitlige borger i kommunen har mere end 30 minutters kørsel i bil til en by med 45.000 indbyggere eller mere. Begrebet erstatter det tidligere yderkommune.

## Historie
Ringkøbing-Skjern kommune opstod som følge af Kommunalreformen i 2007. Kommunen er en sammenlægning af de fem tidligere kommuner:
- Egvad Kommune
- Holmsland Kommune
- Ringkøbing Kommune
- Skjern Kommune
- Videbæk Kommune

### Størrelse og sammenlægning
Tabellen herunder viser indbyggertallet og størrelsen af de sammenlagte kommuner samt tætheden i den enkelte kommune.
| Kommune                                                                              | Indbyggere    | Areal        | Tæthed          |
| ------------------------------------------------------------------------------------ | ------------- | ------------ | --------------- |
| Ringkøbing-Skjern kommune                                                            | 56.203 (2022) | 1.474,56 km2 | 37,6 indb./km2  |
|                                                                                      |               |              |                 |
| Egvad kommune                                                                        | 9.509 (2004)  | 376,74 km2   | 25,24 indb./km2 |
| Holmsland kommune                                                                    | 5.193 (2004)  | 94,61 km2    | 54,89 indb./km2 |
| Ringkøbing kommune                                                                   | 17.890 (2004) | 400,88 km2   | 44,63 indb./km2 |
| Skjern kommune                                                                       | 13.107 (2005) | 372,51 km2   | 35,19 indb./km2 |
| Videbæk kommune                                                                      | 12.140 (2005) | 289,19 km2   | 41,98 indb./km2 |
| Kilde: Ringkøbing-Skjern kommune - https://www.rksk.dk/om-kommunen/fakta-om-kommunen |               |              |                 |

Sammenlægningen gjorde, at Ringkøbing-Skjern kommune blev den arealmæssigt største kommune i Danmark. Kommunen har en størrelse på 1.474 km2 efterfulgt af Viborg- og Herning kommuner, der har arealer på henholdsvis 1.409 og 1.321 km2.
Indbyggermæssigt lå kommunen efter sammenlægningen i midterfeltet på en 27. plads ud af landets 98 kommuner med 57.774 borgere. I 2022 ligger kommunen på en 32. plads med 56.203 borgere. Et fald på fem pladser. Faldet skyldes, at kommunens befolkningstal i perioden er faldet med 1.571 borgere eller omtrent 2,8 procent. I samme periode er landets befolkningstal steget med omtrent 456.860 eller 8,34 procent.
Sammenholder man størrelse og indbyggertal, finder man, at kommunen har en tæthed på 37,6 indbyggere pr. kvadratkilometer. Dette rækker til en 94. plads ud af de 98 kommuner, og dermed blandt de laveste i landet, der som gennemsnit har 138 indbyggere pr. kvadratkilometer. Frederiksberg kommune har landets højeste tæthed med 12.030 indbyggere pr. kvadratkilometer.
Af de tidligere kommuner ses, at Ringkøbing kommune var den største og mest folkerige kommune med 17.890 borgere i 2004.

#### Første borgmester
Ved kommunalvalget 15. november 2005 fik kommunalbestyrelsen Venstre-flertal og Torben Nørregaard blev valgt til formand for sammenlægningsudvalget og som kommende borgmester.

#### Modstand mod sammenlægning
Holmsland Kommune ønskede at forblive selvstændig, men blev alligevel lagt sammen med nabokommunerne, da den var for lille til at kunne fortsætte som selvstændig kommune.

## Kommunevåben
Kommunevåbnet er udviklet i et samarbejde med kommunens borgere.
Våbnet afbilleder gennem farverne grøn, hvid og blå de tre elementer land, vand og himmel. Elementerne skal symbolisere, at man i Ringkøbing-Skjern Kommune finder "flade, åbne landskaber med store grønne områder, højt til himlen og ikke mindst masser af vand i form af hav, fjord og å."
Mest markant eller måske mest genkendeligt på våbenskjoldet ser man en springende laks, som er en karakteristisk fisk for kommunen. Her kan det blandt andet nævnes, at den største laks, der nogensinde er fanget i Danmark, er fanget i Skjern Å. Laksen, der vejede ikke mindre end 26,5 kilo, blev fanget af D.C. Dinesen i 1954.
Bølgetoppen er en markering af vandet. Ringkøbing-Skjern kommune indeholder 650 kilometer offentlige vandløb, 244 kilometer kystlinje, Danmarks største slusefjord og landets mest vandrige vandløb, Skjern Å.
Våbenet er registreret i Kommunevåbenregisteret d. 27. november 2007.

## Demografi
Befolkningstal og befolkningssammensætning
Ringkøbing-Skjern kommune har pr. 1. januar 2023 56.348 borgere. Befolkningstallet er det seneste år (2022) vokset med 145 borgere. Set over en 10-årig periode er befolkningstallet faldet med 1.181 borgere eller et fald på 2,05 procent.
| År | 2010   | 2011   | 2012   | 2013   | 2014   | 2015   | 2016   | 2017   | 2018   | 2019   | 2020   | 2021   | 2022   | 2023   |
| --- | ------ | ------ | ------ | ------ | ------ | ------ | ------ | ------ | ------ | ------ | ------ | ------ | ------ | ------ |
| Befolkningstal | 58.439 | 58.068 | 57.892 | 57.529 | 57.093 | 57.042 | 57.139 | 57.022 | 57.005 | 56.930 | 56.594 | 56.182 | 56.203 | 56.348 |
| Indeks | 100,0  | 99,4   | 99,1   | 98,4   | 97,7   | 97,6   | 97,8   | 97,6   | 97,6   | 97,4   | 96,8   | 96,1   | 96,2   | 96,4   |
| Kilde: Danmarks Statistik: Folketal den 1. i kvartalet efter område, køn, alder og civilstand, 760-Ringkøbing-Skjern |        |        |        |        |        |        |        |        |        |        |        |        |        |        |

Befolkningen i kommunen var pr. 1. januar 2023 fordelt på 50,6 procent mænd (28.558 personer) og 49,4 procent kvinder (27.790 personer). Dette giver kommunen et overskud af mænd på 768, hvilket står i kontrast til befolkningssammensætningen på landsplan, hvor der er et overskud af kvinder på 34.656.
Kigger man på den aldersmæssige fordeling af indbyggerne i 2023, var det jævnt spredt ud over aldersgrupperne. Grupperingen 0-19 år bestod af 13.043 personer (23,15 procent); 20-39 år bestod af 11.217 personer (19,91 procent); 40-59 år bestod af 14.716 personer (26,12 procent), og grupperingen 60+ år bestod af 17.372 personer (30,83 procent).
Den gennemsnitlige alder i Ringkøbing-Skjern kommune var i 2023 omtrent 43,65 år. Dette var lidt højere end landet som helhed, hvor gennemsnitsalderen i 2023 lå på 42,2 år. 10 borgere i Ringkøbing-Skjern kommune kunne i 2023 bryste sig af at være over 100 år gammel. Den ældste indbyggere var pr. 1. januar 2023 103 år gammel.

### Befolkningsfremskrivning
Befolkningsfremskrivningerne, som kommunen har udarbejdet i samarbejde med den danske virksomhed COWI, viser, at kommunen forventer at miste i underkanten af 1.000 borgere frem mod 2034.

## Klima
Ringkøbing-Skjern kommune har et tempereret oceanisk klima (Köppen-klassifikation). Vestjylland er generelt betegnet af en højere nedbørsmængde og færre solskinstimer end de resterende landsdele grundet dets placering først for, når vinden blæser fra vest og bringer luften ind fra Nordsøen. I tabellen herunder ses klimanormalen for Ringkøbing-Skjern kommune i perioden 2011-2023. Tallene er hentet fra DMI's vejrarkiv.
| Middeltemperatur                                                           | Laveste (abs.) | Laveste | Højeste | Højeste (abs.) | Nedbørsmængde | Solskinsum | Middel vind |
| °C                                                                         | °C             | °C      | °C      | °C             | mm            | timer      | m/s         |
| 8,9                                                                        | -18,1          | -11,4   | 29,98   | 35,6           | 875,18        | 1650       | 4,89        |
| Kilde: DMI - Danmarks Metrologiske Institut: https://www.dmi.dk/vejrarkiv/ |                |         |         |                |               |            |             |

Den laveste målte temperatur var i perioden 2011-2023 på -18,1 grader celsius med en gennemsnitlig laveste temperatur på -11,4 grader celsius. For landet som helhed lå dette på henholdsvis -23,1 grader celsius og 14,38 grader celsius. Ringkøbing-Skjern kommune bliver ikke lige så kold som resten af landet.
Ser man på den anden ende af skalaen, var den højeste temperatur i perioden var på 35,6 grader celsius med en gennemsnitlig højeste temperatur på 29,98 grader celsius. For landet som helhed lå dette på 35,9 grader celsius og 29,62 grader celsius. Generelt ligger den højeste temperatur hermed lidt lavere i Ringkøbing-Skjern kommune end i resten af landet.
Nedbørsmæssigt ligger Ringkøbing-Skjern kommune i den høje ende med et gennemsnit på 876,18 millimeter nedbør i perioden 2011-2023. Her har landet som helhed fået et gennemsnit på 711,88 millimeter nedbør. En forskel på 163,3 millimeter.

## Byer og sogne
Det kommer nok ikke, som den store overraskelse, at Ringkøbing-Skjern kommune, der som tidligere beskrevet er landets største kommune, også er kommunen med flest landsbyer i hele landet. På trods af dette bor mere end halvdelen af kommunens indbyggere i de fem største byer i kommunen: Ringkøbing, Skjern, Hvide Sande, Tarm og Videbæk.
Udover de fem største byer, findes der tre andre byer i kommunen, der har mere end 1.000 indbyggere: Spjald, Lem og Vorgod-Barde. Samlet set bor 71,6 procent af befolkningen i byer, mens resten bor i landdistrikter, der er karakteriseret ved at have mindre end 200 indbyggere.

### Kommunalopdeling og kommunestrategi
Ringkøbing-Skjern kommune har valgt, at inddele byerne i kommunen i kategorierne hovedbyer, lokalcenterbyer og landsbyer.

#### Hovedcenterby
Kommunes strategi er at koncentrere væksten omkring hovedbyerne, Ringkøbing, Skjern-Tarm, Videbæk og Hvide sande. Strategien er dannet på baggrund af, at kommunen som tidligere beskrevet, har en af de laveste befolkningstætheder med en tæthed på 37,6 indbyggere pr. kvadratkilometer. Kommunen argumenterer for, at dette nødvendiggør en centraliseringsstrategi, da man ikke har råd til at opretholde samme niveau af service i alle bysamfund.

#### Lokalcenterby
Kommunen vil dog gerne understøtte udvikling af boligformål, erhvervsformål og offentlige formål i mindre omfang i lokalcenterbyerne. Af lokal centerbyer i kommunen findes Spjald, Lem, Tim, Kloster, Vorgod-Barde og Troldhede, Fjelstervang og Søndervig. Borris er udpeget til i fremtiden at overgå til status af lokalcenterby.

#### Landsby
De resterende bysamfund i kommunen er kategoriseret som landsbyer.

#### Oversigt over sogne og byer i kommunen
Tabellen herunder viser befolkningen i Ringkøbing-Skjern kommune fordelt på sogne og byer.
| Sogn | Indbyggere | Byer         | Indbyggere | Type           |
| --- | ---------- | ------------ | ---------- | -------------- |
| Brejning Sogn                                                                                            | 2071       | Spjald       | 1351       | Lokal centerby |
| Bølling Sogn                                                                                             | 343        | Bølling⁠      | < 200      | Landdistrikt   |
| Dejbjerg Sogn                                                                                            | 430        | Dejbjerg     | < 200      | Landdistrikt   |
| Egvad Sogn                                                                                               | 283        |              |            |                |
| Faster Sogn                                                                                              | 870        | Astrup       | 273        | Landsby        |
| Finderup Sogn                                                                                            | 338        | Finderup     |            | Landsby        |
| Fjelstervang Sogn                                                                                        | 679        | Fjelstervang | 435        | Lokal centerby |
| Gammel Sogn                                                                                              | 168        |              |            |                |
| Hanning Sogn                                                                                             | 512        | Rækker Mølle | 352        | Landsby        |
| Haurvig Sogn                                                                                             | 222        |              |            |                |
| Hee Sogn                                                                                                 | 865        | Hee          | 495        | Landsby        |
| Hemmet Sogn                                                                                              | 587        | Hemmet       | 334        | Landsby        |
| Herborg Sogn                                                                                             | 1139       | Herborg      | 274        | Landsby        |
| Hoven Sogn                                                                                               | 552        | Hoven        | 219        | Landsby        |
| Hover Sogn                                                                                               | 415        | Hover        | < 200      | Landdistrikt   |
| Husby Sogn                                                                                               | 258        |              |            |                |
| Hvide Sande Sogn⁠                                                                                         | 1134       | Hvide Sande  | 2874       | Centerby       |
| Lem Sogn                                                                                                 | 1362       | Lem          | 1296       | Lokal centerby |
| Lyne Sogn                                                                                                | 549        | Lyne         | 250        | Landsby        |
| Lyngvig Sogn                                                                                             | 1919       |              |            |                |
| Lønborg Sogn                                                                                             | 784        | Lønborg      | 249        | Landsby        |
| No Sogn                                                                                                  | 614        | No           | 251        | Landsby        |
| Ny Sogn                                                                                                  | 1109       | Kloster      | 606        | Lokal centerby |
| Nørre Bork Sogn                                                                                          | 406        | Nørre Bork⁠   | < 200      | Landdistrikt   |
| Nørre Omme Sogn                                                                                          | 617        | Grønbjerg    | 358        | Landsby        |
| Nørre Vium Sogn                                                                                          | 649        |              |            |                |
| Rindum Sogn                                                                                              | 4432       | (Ringkøbing) |            |                |
| Ringkøbing Sogn                                                                                          | 4954       | Ringkøbing   | 9894       | Centerby       |
| Skjern Sogn                                                                                              | 8179       | Skjern       | 7862       | Centerby       |
| Stadil Sogn                                                                                              | 425        | Stadil       | < 200      | Landdistrikt   |
| Stauning Sogn                                                                                            | 745        | Stauning     | 364        | Landsby        |
| Sædding Sogn                                                                                             | 535        |              |            |                |
| Sønder Bork Sogn                                                                                         | 365        | Sønder Bork  | < 200      | Landdistrikt   |
| Sønder Borris Sogn                                                                                       | 1375       | Borris       | 860        | Landsby        |
| Sønder Lem Sogn                                                                                          | 779        | Højmark      | 274        | Landsby        |
| Sønder Vium Sogn                                                                                         | 431        | Sønder Vium⁠  | < 200      | Landdistrikt   |
| Tarm Sogn                                                                                                | 4057       | Tarm         | 4010       | Centerby       |
| Tim Sogn                                                                                                 | 1216       | Tim          | 857        | Lokal centerby |
| Torsted Sogn                                                                                             | 365        | Torsted      | < 200      | Landdistrikt   |
| Troldhede Sogn                                                                                           | 758        | Troldhede    | 647        | Lokal centerby |
| Vedersø Sogn                                                                                             | 358        | Vedersø      | < 200      | Landdistrikt   |
| Velling Sogn                                                                                             | 1335       | Velling      | 259        | Landsby        |
| Videbæk Sogn                                                                                             | 3878       | Videbæk      | 4242       | Centerby       |
| Vorgod Sogn                                                                                              | 1784       | Vorgod-Barde | 1011       | Lokal centerby |
| Væggerskilde Sogn                                                                                        | 331        | Opsund       | < 200      | Landdistrikt   |
| Ølstrup Sogn                                                                                             | 496        | Ølstrup      | 301        | Landsby        |
| Ådum Sogn                                                                                                | 717        | Ådum         | 235        | Landsby        |
| Kilde: Danmarks Statistik (2023): Folketal 1. januar efter sogn, køn og alder. (www.statistikbanken.dk). |            |              |            |                |

Oprindeligt var der 34 sogne i det område, der omfatter i dag er Ringkøbing-Skjern kommune. Gennem nedlæggelser og udskillelser består kommunen nu af 46 sogne. Det mest folkerige sogn i kommunen er Skjern sogn med 8.179 indbyggere, og det største sogn er Vorgod sogn med 84,5 km2. Kommunens mindste sogn er Ringkøbing sogn med en størrelse på 3,4 km2.

### Købstæder
I Ringkøbing-Skjern kommunen forefindes to købstæder, Ringkøbing og Skjern.

#### Ringkøbing
Ringkøbing er et af landets bedst bevarede købstæder med en historie som købstad, der strækker sig tilbage til det 13. århundrede. Ringkøbing var udskibningshavn for store dele af Vestjylland indtil havet brød igennem ved Agger Tange i 3. februar 1825, der gav adgang til havet fra Limfjorden. Herefter mindskes vigtigheden af byens havn, og i dag er Esbjerg havn den største havn på Vestkysten.

#### Skjern
Skjern er landets yngste købstad. Byen fik sine privilegier i 1958, som den sidste by i landet. Købstæderne blev afskaffet i 1970.

## Politik
Vælgerne i Ringkøbing-Skjern kommune er kendt som udpræget Venstre-land, og partiet har haft borgmesterposten siden sammenlægningen af kommunerne i 2007. Tilslutningen til partiet har dog været dalende i kommunen siden 2005. 
| 5 | 2 |  | 3 |  | 17 |

| 24 | 5 |

| 5 | 2 |  | 3 |  | 17 |

| 19 | 10 |

| 6 | 3 |  | 3 | 2 | 14 |

| 21 | 8 |

| 6 | 3 |  | 6 | 2 | 11 |

| 22 | 7 |

| 4 | 3 |  | 3 | 6 |  | 11 |

| 22 | 7 |

| 4 | 3 |  | 3 | 6 | 11 |  |

| 22 | 7 |

Ved seneste kommunevalg blev partiet Venstre det største parti med 11 mandater, efterfulgt af Kristendemokraterne, der blev det andet størst parti med 6 mandater. Det tredje største parti blev Socialdemokratiet. Alt i alt har byrådet plads til 29 medlemmer, hvor af venstre sidder på små 40 procent af pladserne. Ved seneste kommunevalg i 2021 lå valgdeltagelsen i Ringkøbing-Skjern kommune på 70,11 procent, hvilket er en anelse højere end landet set som helhed, der havde en valgdeltagelse på 67,2 procent.

### Kristendemokraterne
Kristendemokraterne har traditionelt set klaret sig bedre i Ringkøbing-Skjern kommune end i resten af landet, og ved kommunevalget i 2012 blev Kristian Andersen fra Kristendemokraterne den største stemmesluger med 3494 stemmer - omkring hver niende stemme i kommunen. Partiet anser Ringkøbing-Skjern kommune for deres kerneland. Med de seks mandater ligger over halvdelen af partiets 11 kommunale mandater dog også i kommunen.
Ud over Ringkøbing-Skjern har Kristendemokraterne to mandater i Hedensted Kommune samt et i Herning, Varde og på Bornholm.

### Liste over borgmestre
Den nuværende borgmester i Ringkøbing-Skjern kommune hedder Hans Østergaard, Venstre. Venstre har haft borgmesterposten i kommunen siden kommunen opstod som følge af kommunalreformen i 2007.
| # | Periode                            | Navn              | Parti   |
| - | ---------------------------------- | ----------------- | ------- |
| 1 | 1. januar 2007 - 31. december 2009 | Torben Nørregaard | Venstre |
| 2 | 1. januar 2010 - 31. december 2017 | Iver Enevoldsen   | Venstre |
| 3 | 1. januar 2018 -                   | Hans Østergaard   | Venstre |

Kommunens første borgmester var Torben Nørregaard, der bestred posten i 3 år fra 2007 til 2010. Han blev efterfulgt af Iver Enevoldsen, der sad på posten i 8 år fra 2010 til 2018.
Ved de seneste to kommunalvalg har Kristendemokraterne været ved at vinde borgmesterposten til deres borgmesterkandidat, Kristian Andersen. Det skete dog ikke, da Socialdemokratiet i stedet har bakket op om venstre-kandiaten, Hans Østergaard. Kristian Andersen var den største stemmesluger ved kommunalvalgene i 2017 og igen i 2021.

### Nuværende byråd
| Navn                                    | Parti                                    |
| --------------------------------------- | ---------------------------------------- |
| Hans Østergaard Kristensen (Borgmester) | Venstre - 11 mandater                    |
| Henrik Hammelsvang                      | Venstre - 11 mandater                    |
| Jakob Agerbo                            | Venstre - 11 mandater                    |
| Erik Viborg                             | Venstre - 11 mandater                    |
| Ole Nyholm Knudsen                      | Venstre - 11 mandater                    |
| Marie Kamp From                         | Venstre - 11 mandater                    |
| Lise Juhl Hansen                        | Venstre - 11 mandater                    |
| Jens Jacob Østergaard Kristensen        | Venstre - 11 mandater                    |
| Jens Salejärvi Højland                  | Venstre - 11 mandater                    |
| Rita Smedsgaard Byskov                  | Venstre - 11 mandater                    |
| Hans Christian von Q Blichfeldt         | Venstre - 11 mandater                    |
| Kristian Andersen                       | Kristendemokraterne - 6 mandater         |
| Jens Erik Thomey Damgaard               | Kristendemokraterne - 6 mandater         |
| Carsten Bjerg                           | Kristendemokraterne - 6 mandater         |
| Hans Bech Pedersen                      | Kristendemokraterne - 6 mandater         |
| Henrik Andersen                         | Kristendemokraterne - 6 mandater         |
| Jesper Lærke Guldbæk                    | Kristendemokraterne - 6 mandater         |
| Søren Elbæk                             | Socialdemokratiet - 4 mandater           |
| Irene Lund Pedersen                     | Socialdemokratiet - 4 mandater           |
| Jens Jensen                             | Socialdemokratiet - 4 mandater           |
| Linda Agerbo Nielsen                    | Socialdemokratiet - 4 mandater           |
| Lennart Hildebrand Qvist                | Det Konservative Folkeparti - 3 mandater |
| Susanne Wivi Høj Henriksen              | Det Konservative Folkeparti - 3 mandater |
| Irvin Emmervadt Christensen             | Det Konservative Folkeparti - 3 mandater |
| Niels Skovbjerg Rasmussen               | Socialistisk Folkeparti - 3 mandater     |
| Pia Tang Vestergaard Mortensen          | Socialistisk Folkeparti - 3 mandater     |
| Niels Kristian L Rahbek Larsen          | Socialistisk Folkeparti - 3 mandater     |
| Dan Kjærbye Jørgensen                   | Nye Borgerlige - 1 mandat                |
| Jørgen Byskov Pedersen                  | Dansk Folkeparti - 1 mandat              |

| Navn                   | Skiftet fra      | Skiftet til          | Dato          |
| ---------------------- | ---------------- | -------------------- | ------------- |
| Jørgen Byskov Pedersen | Dansk Folkeparti | Løsgænger            | 22. juni 2022 |
| Jørgen Byskov Pedersen | Løsgænger        | Danmarksdemokraterne | 3. marts 2023 |

| Udtrådt                | Indtrådt       | Parti   | Dato           |
| ---------------------- | -------------- | ------- | -------------- |
| Jens Salejärvi Højland | Bent Brodersen | Venstre | 17. marts 2024 |

## Erhverv og Økonomi
Kommunens erhvervsliv er hovedsageligt koncentreret omkring fødevare, turisme og industri. Større danske virksomheder med betydelig tilstedeværelse i kommunen tæller blandt andet Arla, Vestas, Velux, Ringkøbing Landbobank og Vestjysk Bank.
I år 2021 var der mere end 41.000 arbejdspladser i Ringkøbing-Skjern kommune, hvor mere end 2.000 var beskæftigede inden for vindmøllebranchen. Kommunens største arbejdsgiver er Vestas, der har fabrikker i Lem, Ringkøbing, Tim og Videbæk. Kommunen havde en nettopendling på 1.684 personer i 2021.
I år 2022 lå Ringkøbing-Skjern kommune på en samlet 13. plads ud af de 98 kommuner i erhvervsvenlighed og helt oppe på en anden plads i forhold til små- og mellemstore virksomheder.

### Erhvervsstruktur
Ringkøbing-Skjern kommune har en kompleks erhvervsstruktur. På landsplan optager de primærerhverv 2 procent af arbejdsstyrken og de sekundærer 21 procent. I Ringkøbing-Skjern kommunen er tre gange så mange, 7 procent, ansat i de primære erhverv og 27 procent inden for de sekundære erhverv. Den høje andel af industrielle arbejdsplader gør, at kommunen, sammen Ikast-Brande kommune og Billund kommune, er en del af Produktionsdanmark, der er de kommuner, hvor industrien står for størstedelen af arbejdspladserne.

#### Primære erhverv

##### Danmarks landbrugskommune
Ringkøbing-Skjern kommune er med sine omtrent 1.474 kvadratkilometer landets største kommune, og landbruget sætter sig på omkring 61 procent af arealet. Landbrugsarealet er dermed det største målt kommunerne i mellem. Kommunen havde i 2020 det næststørste antal bedrifter i landet efter Varde kommune med 914 bedrifter og det næsthøjeste dyrket areal efter Tønder kommune med omtrent 90.000 hektar dyrket jord.
Ringkøbing-Skjern kommune har den største svineproduktion i seneste opgørelse fra 2020. Her talte man 13.162.627 svin fordelt på hele landet, og af disse kunne 685.139 findes i kommunen svarende til lidt over 12 svin pr. indbygger. Skive kommune havde næstflest med 52.772 svin. Kommunen er derudover den største producent af korn, og med i toppen, når man ser på kvæg, græs og kartofler.

##### Fiskeri
I Ringkøbing-Skjern findes 4 kommunale havne samt et utal af mindre private havne. De kommunale havne er Ringkøbing Havn, Stauning Havn, Bork Havn og Hvide Sande Havn, hvor kun sidstnævnte har direkte adgang til Vesterhavet.

###### Hvide Sande Havn
Hvide Sande Havn er den største havn i kommunen og den femte største havn i Danmark. Driftsaktiviteterne på havnen omfatter blandt andet værfter, fiskeri, turisme og serviceleverandører til vindmølle- og offshorebranchen. Alt i at findes mere 40 forskellige virksomheder på havnen. I 2022 blev der landet 30 tons fisk til en værdi af 147 millioner kr. på havnen.

##### Råstofudvinding og skovbrug
Set over perioden 2015-2021 har der i Ringkøbing-Skjern kommune foregået råstofudvinding af i alt 3.673 kubikmeter materiale. Dette bringer kommunen ind på en 21. plads over antal kubikmeter indvundet. I Ringkøbing-Skjern kommune bliver der udelukkende udvundet sand, sten og grus.
Indvindingen er primært foregået i grusgrave i Ølstrup, Spjald og No.

#### Sekundær erhverv
Under udarbejdelse.

#### Tertiære erhverv
Under udarbejdelse.